# 止马河
止马河，又称平洞河，位于中国广西壮族自治区中部，是西江红水河段右岸支流，发源于贵港市覃塘区樟木乡大旗村，向北流经来宾市兴宾区三利水库、三五乡、城厢乡，最后于江头村注入红水河。干流长60千米，流域面积512平方千米。